# Анализ (раздел математики)
Анализ — объединение нескольких разделов математики, исторически выросшее из классического математического анализа и охватывающее, кроме дифференциального и интегрального исчислений, входящих в классическую часть, такие разделы, как вещественный анализ, комплексный анализ, теории дифференциальных и интегральных уравнений, вариационное исчисление, гармонический анализ, функциональный анализ, теорию динамических систем и эргодическую теорию, глобальный анализ. Нестандартный анализ находится на стыке математической логики и анализа, применяет методы теории моделей для альтернативной формализации, прежде всего, классических разделов.
Считается одним из трёх основных направлений математики, наряду с алгеброй и геометрией. Основной отличительный признак анализа в сравнении с другими направлениями — наличие функций переменных величин как предмета исследования. При этом, если элементарные разделы анализа в учебных программах и материалах часто объединяют с элементарной алгеброй (например, существуют многочисленные учебники и курсы с наименованием «Алгебра и начала анализа»), то современный анализ в значительной степени использует методы современных геометрических разделов, прежде всего, дифференциальной геометрии и топологии.

## История
Отдельные ответвления от «анализа бесконечно малых», такие как теория обыкновенных дифференциальных уравнений (Эйлер, Иоганн Бернулли, Д’Аламбер), вариационное исчисление (Эйлер, Лагранж), теория аналитических функций (Лагранж, Коши, впоследствии — Риман), начали обособляться ещё в XVIII — первой половине XIX века. Однако началом формирования анализа как самостоятельного современного раздела считаются труды середины XIX века по формализации ключевых понятий классического анализа — вещественного числа, функции, предела, интеграла, прежде всего, в трудах Коши и Больцано, и приобретшие законченную форму к 1870-м — 1880-м годам в работах Вейерштрасса, Дедекинда и Кантора. В этой связи сформировались теория функций вещественной переменной и, в развитии методов работы с аналитическими функциями, — теория функций комплексной переменной. Созданная Кантором в конце XIX века наивная теория множеств дала толчок к появлению понятий метрического и топологического пространств, что в значительной мере изменило весь инструментарий анализа, повысив уровень абстракции изучаемых объектов и переместив фокус с вещественных чисел к нечисловым понятиям.
В начале XX века в основном силами французской математической школы (Жордан, Борель, Лебег, Бэр) была создана теория меры, благодаря которой обобщено понятие интеграла, а также построена теория функций действительной переменной. Также в начале XX века начал формироваться функциональный анализ как самостоятельный подраздел современного анализа, изучающий топологические векторные пространства и их отображения. Термин «функциональный анализ» ввёл Адамар, обозначая ветвь вариационного исчисления, разрабатываемую на рубеже XIX и XX веков группой итальянских и французских математиков (в их числе — Вольтерра, Арцела). В 1900 году Фредгольм публикует статью об интегральных уравнения, давшую толчок как для развития теории интегральных уравнений и общей теории интегрирования (Лебег), так и для формирования функционального анализа. В 1906 году в работе Гильберта очерчена спектральная теория, в том же году опубликована работа Фреше, в которой впервые в анализ введены абстрактные метрические пространства. В 1910-е — 1920-е годы уточнены понятия отделимости и впервые применены общетопологические методы к анализу (Хаусдорф), освоены функциональные пространства и начато формирование общей теории нормированных пространств (Гильберт, Рис, Банах, Хан). В период 1929—1932 годов сформирована аксиоматическая теория гильбертовых пространств (Джон фон Нейман, Маршалл Стоун, Рис). В 1936 году Соболевым сформулировано понятие обобщённой функции (позднее в 1940-х годах независимо от него к подобному понятию пришёл Лоран Шварц), получившее широкое распространение во многих разделах анализа и нашедшее широкое применение в приложениях (например, обобщённой является {\displaystyle \delta }-функция Дирака). В 1930-е — 1950-е годы в функциональном анализе получены значительные результаты за счёт применения общеалгебраических инструментов (векторные решётки, операторные алгебры, банаховы алгебры).
К середине XX века получили самостоятельное развитие такие направления как теория динамических систем и эргодическая теория (Джордж Биркгоф, Колмогоров, фон Нейман), существенно обобщены результаты гармонического анализа за счёт применения общеалгебраических средств — топологических групп и представлений (Вейль, Петер, Понтрягин). Начиная с 1940-х — 1950-х годов методы функционального анализа нашли применение в прикладных сферах, в частности, в работах Канторовича 1930-х — 1940-х годов инструменты функционального анализа использованы в вычислительной математике и экономике (линейное программирование). В 1950-е годы в трудах Понтрягина и учеников в развитие методов вариационного исчисления создана теория оптимального управления.
Начиная со второй половины XX века с развитием дифференциальной топологии к анализу примкнуло новое направление — анализ на многообразиях, получившее название «глобальный анализ», фактически начавшее формироваться ранее, в 1920-е годы в рамках теории Морса как обобщение вариационного исчисления (называемое Морсом «вариационное исчисление в целом», англ. variation calculus in large). К этому направлению относят созданные в развитие теории бифуркаций динамических систем (Андронов) такие направления, как теорию особенностей (Уитни, 1955) и теорию катастроф (Том, 1959 и Мазер, 1965), получившие в 1970-е годы развитие в работах Зимана и Арнольда.
В начале 1960-х годов Робинсоном создан нестандартный анализ — альтернативная формализация как классических, так и смежных областей анализа с использованием инструментария теории моделей. Если вначале нестандартный анализ рассматривался лишь как логическая техника обоснования плохо формализованных в классических разделах понятий (прежде всего, бесконечно больших и бесконечно малых величин), то с разработкой в конце 1970-х годов Нельсоном (англ. Edward Nelson) теории внутренних множеств и последовавших обобщений, обнаружилось, что конструкции нестандартного анализа применимы практически во всех отраслях математики, как естественно присущие любым математическим объектам. Кроме того, благодаря выразительности языка нестандартного анализа его средствами выявлены результаты, которые не были обнаружены в классическом анализе, но при этом принципиально могли бы быть получены и стандартными, классическими средствами. Также в 1970-е — 1980-е годы в развитие метода форсинга (созданного Коэном для доказательства неразрешимости в ZFC континуум-гипотезы) в работах Соловея, Скотта и Вопенки (чеш. Petr Vopěnka) разработана теория булевозначных моделей, на основе которой оформилась самостоятельная ветвь нестандартного анализа — булевозначный анализ.

## Классический математический анализ
Классический математический анализ — раздел, фактически полностью соответствующий историческому «анализу бесконечно малых», состоит из двух основных компонентов: дифференциального и интегрального исчислений. Основные понятия — предел функции, дифференциал, производная, интеграл, главные результаты — формула Ньютона — Лейбница, связывающая определённый интеграл и первообразную и ряд Тейлора — разложение в ряд бесконечно дифференцируемой функции в окрестности точки.
Под термином «математический анализ» обычно понимают именно этот классический раздел, при этом он используется в основном в учебных программах и материалах. При этом изучение основ анализа входит в большинство среднеобразовательных программ, а более или менее полное изучение предмета включено в программы первых лет высшего образования для широкого круга специальностей, в том числе многих гуманитарных. В англо-американской образовательной традиции для обозначения классического математического анализа используется термин «исчисление» (англ. calculus).

## Вещественный анализ
Вещественный анализ (теория функций вещественной переменной, иногда именуется кратко — теория функций) возник вследствие формализации понятий вещественного числа и функции: если в классических разделах анализа рассматривались только функции, возникающие в конкретных задачах, естественным образом, то в теории функций сами функции становятся предметом изучения, исследуется их поведение, соотношения их свойств. Один из результатов, иллюстрирующих специфику теории функций вещественной переменной — факт, что непрерывная функция может не иметь производной ни в одной точке (притом согласно более ранним представлениям классического математического анализа дифференцируемость всех непрерывных функций не подвергалась сомнению).
Основные направления вещественного анализа:
- теория меры, в качестве основного инструмента использует понятия меры множества и измеримой функции, на основе которых вводятся более общими способами, чем в классическом анализе, и исследуются интегрирование и дифференцирование, особым образом вводится понятие сходимости, изучается достаточно широкий класс разрывных функций;
- дескриптивная теория функций вещественной переменной, изучающая классификации функций средствами дескриптивной теории множеств (основной результат — классы Бэра);
- конструктивная теория функций, исследующая задачи приближения и интерполяции функций вещественной переменной (развитая в трудах Чебышёва и Бернштейна[10]).

## Комплексный анализ
Предмет изучения комплексного анализа (теории функций комплексной переменной) — числовые функции, определённые на комплексной плоскости {\displaystyle \mathbb {C} ^{1}} или комплексном евклидовом пространстве {\displaystyle \mathbb {C} ^{n}}, при этом наиболее тщательно изучены аналитические функции, играющие важную связующую роль практически для всех ветвей математического анализа. В частности, понятие аналитической функции обобщено для произвольных банаховых пространств, тем самым многие результаты теории функций комплексной переменной нашли обобщение в функциональном анализе.

## Функциональный анализ
Функциональный анализ как раздел характеризуется наличием в качестве предмета изучения топологических векторных пространств и их отображений с наложенными на них различными алгебраическими и топологическими условиями. Центральную роль в функциональном анализе играют функциональные пространства, классический пример — пространства {\displaystyle L^{p}} всех измеримых функций, чья {\displaystyle p}-я степень интегрируема; при этом уже {\displaystyle L^{2}} — бесконечномерное пространство (гильбертово пространство), и пространства бесконечных размерностей присущи функциональному анализу настолько, что иногда весь раздел определяется как часть математики, изучающая бесконечномерные пространства и их отображения. Важнейшей формой пространств в классических разделах функционального анализа являются банаховы пространства — нормированные векторные пространства, полные по метрике, порождённой нормой: значительная доля интересных на практике пространств являются таковыми, среди них — все гильбертовы пространства, пространства {\displaystyle L^{p}}, пространства Харди, пространства Соболева. Важную роль играют в функциональном анализе играют алгебраические структуры, являющиеся банаховыми пространствами — банаховы решётки и банаховы алгебры (в том числе — {\displaystyle C^{*}}-алгебры, алгебры фон Неймана).
Теория операторов, изучающая ограниченные линейные операторы — крупный подраздел функционального анализа, включающий спектральную теорию, теории различных классов операторов (в частности, компактные, фредгольмовы, замкнутые операторы), теории операторов на специальных нормированных пространствах (на гильбертовых пространствах — самосопряжённые, нормальные, унитарные, положительные операторы, на функциональных пространствах — дифференциальные, псевдодифференциальные, интегральные и псевдоинтегральные операторы и другие), теорию инвариантных подпространств, теории классов операторов — операторные алгебры, операторные полугруппы и другие.

## Вариационное исчисление
Основной объект изучения вариационного исчисления — вариации функционалов, при помощи которых решаются экстремальные задачи, зависящие от выбора одной или нескольких переменных функций. Типичная вариационная задача — отыскание функции, которая удовлетворяет условию стационарности некоторого заданного функционала, то есть такой функции, бесконечно малые возмущения которой не вызывают изменения функционала по меньшей мере в первом порядке малости. Классическое вариационное исчисление оказало большое инструментальное влияние на многие разделы физики (вариационные принципы механики, также нашло широкое применение в электродинамике, квантовой механике). Теория оптимального управления — применение методов вариационного исчисления для существенно более широкого класса задач: определения наилучших параметров систем, в условиях когда управляющие параметры могут принимать и граничные значения.

## Гармонический анализ
Основной принцип гармонического анализа — сведе́ние задач анализа к исследованию инструментами для гармонических функций и их обобщений. Классический гармонический анализ включает в качестве основных средств теории тригонометрических рядов, преобразований Фурье, почти периодических функций, рядов Дирихле.
В абстрактном гармоническом анализе классические методы обобщены для абстрактных структур с использованием таких понятий, как мера Хаара и представления групп. Важнейший результат коммутативного гармонического анализа — теорема Понтрягина о двойственности, благодаря которой относительно простыми общеалгебраическими средствами описываются практически все классические результаты гармонического анализа. Дальнейшее развитие теории — некоммутативный гармонический анализ, имеющий важные приложения в квантовой механике.

## Дифференциальные и интегральные уравнения
В связи с дифференциальными уравнениями в анализе выделяется два основных направления — теория обыкновенных дифференциальных уравнений и теория дифференциальных уравнений в частных производных (в учебных материалах и некоторых классификациях фигурирующая как «уравнения математической физики», так как исследование такого класса уравнений составляет основное наполнение математической физики).
В теории интегральных уравнений, кроме классических методов решения, выделяются такие направления, как теория Фредгольма, оказавшая заметное влияние на формирование функционального анализа как самостоятельного раздела, в частности, способствовавшая формированию понятия гильбертова пространства.

## Теория динамических систем и эргодическая теория
Из основных направлений изучения дифференциальных уравнений в качестве самостоятельных разделов выделились теория динамических систем, изучающая эволюцию во времени механических систем, и эргодическая теория, нацеленная на обоснование статистической физики. Несмотря на прикладной характер задач, к этим разделам относится широкий пласт понятий и методов общематематического значения, в частности, таковы понятия устойчивости и эргодичности.

## Глобальный анализ
Глобальный анализ — раздел анализа, изучающий функции и дифференциальные уравнения на многообразиях и векторных расслоениях; иногда это направление обозначается как анализ на многообразиях.
Одно из первых направлений глобального анализа — теория Морса и её применение к задачам о геодезических на римановых многообразиях; направление получило название вариационное исчисление в целом. Основные результаты — лемма Морса, описывающая поведение гладких функций на гладких многообразиях в невырожденных особых точках, и такой гомотопический инвариант, как категория Люстерника — Шнирельмана. Многие из конструкций и утверждений обобщены на случай бесконечномерных многообразий (гильбертовых многообразий, банаховых многообразий). Результаты, полученные в рамках глобального анализа особых точек нашли широкое и для решения чисто топологических задач, такова, например, теорема периодичности Ботта, во многом послужившая основанием для самостоятельного раздела математики — {\displaystyle K}-теории, а также теорема об {\displaystyle h}-кобордизме, следствием которой является выполнение гипотезы Пуанкаре для размерности, превосходящей 4.
Ещё один крупный блок направлений глобального анализа, получивший широкое применение в физике и экономике — теория особенностей, теория бифуркаций и теория катастроф; основное направление исследований данного блока — классификация поведений дифференциальных уравнений или функций в окрестностях критических точек и выявление характерных особенностей соответствующих классов.

## Нестандартный анализ
Нестандартный анализ — формализация ключевых понятий анализа средствами математической логики, основная идея — формальная актуализация бесконечно больших и бесконечно малых величин, и логическая формализация манипуляций с ними. При этом средства нестандартного анализа оказываются весьма удобными: ими получены результаты, ранее не найденные классическими средствами из-за недостатка наглядности.
Нестандартный анализ разбивается на два направления: семантическое, использующее на теоретико-модельные инструменты, и синтаксическое, использующее разного рода расширения стандартной теории множеств. Семантическое направление базируется на локальной теореме Мальцева, позволяющей переносить свойства с локальных частей моделей на всю модель. Существует крупная самостоятельная ветвь семантического направления нестандартного анализа — булевозначный анализ, конструирующийся вокруг понятия булевозначной модели. Синтаксическое направление основывается на теории внутренних множеств, ключевой идеей которого является введение понятия нестандартных элементов и предиката стандартности и аксиоматизация присущих им свойств. Другой вариант синтаксической формализации — альтернативная теория множеств.